# Verrewinkel
Verrewinkel is een wijk in de Belgische gemeente Ukkel in het Brussels Hoofdstedelijk Gewest. De wijk ligt in het zuiden van de gemeente, tegen de grens met Linkebeek. Een groot deel van de wijk wordt ingenomen door het Verrewinkelbos. Ten zuiden bevindt zich nog een landelijk gebied in Linkebeek.

## Geschiedenis

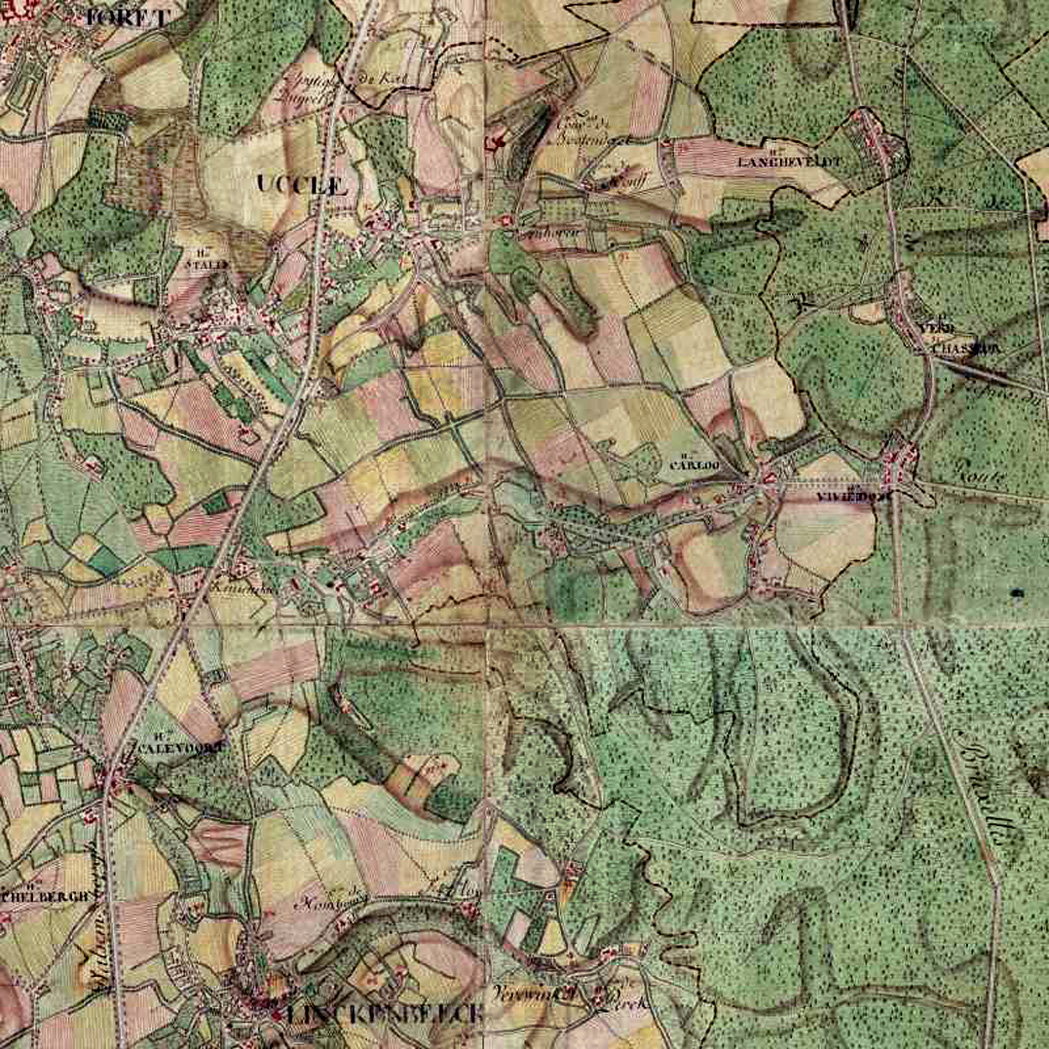
Ukkel op de Ferrariskaart met in het zuiden Verrewinkel

De naam is samengesteld uit ver en winkel, dus een afgelegen plaats. Verrewinkel lag in de baronie van Carloo. Op de Ferrariskaart uit de jaren 1770 staat de plaats aangeduid als Verewinkel, net ten noorden van de Perckhoeve. Het gehuchtje lag aan de rand van het Zoniënwoud, ten oosten van Linkebeek. In de loop van de 19de eeuw werd het Verrewinkelbos afgesneden van het uitgestrekte Zoniënwoud, eerst door landbouw, later door verkavelingen.
Bascule · Brugmann · Carloo/Sint-Job · Churchill · De Kat · Diesdelle · Dieweg · Engeland · Fort Jaco · Globe · Groene Jager · Groeselenberg · Homborch · Horzel · Kauwberg · Kalevoet · Keienbempt · Kriekenput · Neerstalle · Langeveld · Merlo · Moensberg · Stalle · Verrewinkel · Vossegat · Wolvenberg · Wolvendaal · Zeecrabbe